# Bestrophin-2
Bestrophin-2‏ (Bestrophin 2) هوَ بروتين يُشَفر بواسطة جين Bestrophin-2 في الإنسان.